# ريجينا دانيالز
ريجينا دانيالز (بالإنجليزية: Regina Daniels)‏ (من مواليد 10 أكتوبر 2000)  هي مُمثلة أفلام نوليوود وعارضة أزياء ومنتجة سينمائية نيجيرية.

## طفولتها ومسارها الدراسي
وًلدت ريجينا دانيلز في لاغوس بتاريخ 10 أكتوبر 2000. والدتها هي ريتا دانيال وهي مُمثلة ومنتجة أفلام ورئيسة نقابة ممثلي نيجيريا (AGN) في ولاية دلتا في نيجيريا. نشأت ريجينا في مدينة أسابا بولاية دلتا. لدى ريجينا دانيلز 5 إخوة، 3 إخوة ذكور وأُختين. هي ثاني أصغر طفل في عائلتها. صرحت ريجينا بأنها اتخذت المُمثلة الأمريكية أنجلينا جولي قُدوة لها. التحقت لاحقا بمدرسة هوليوود الدولية في أسابا. وفي سنة 2018، التحقت دانيلز بجامعة إيغبينديون بغرض دراسة تخصص الاتصال الجماهيري.

## مسارها الفني
بدأت ريجينا المُشاركة في الأفلام السينمائية في سن السابعة، وذلك بدعم من والدتها المُمثلة ريتا دانيلز. أول فيلم شاركت فيه كان يحمل عُنوان «زواج الحزن» (بالإنجليزية: Marriage of Sorrow)‏، وقد تقاضت عن مُشاركتها هاته أجر 10 آلاف نيرة نيجيرية. في سنة 2010، شاركت في فيلم آخر حمل عُنوان «الطفل المُعجزة» (بالإنجليزية: Miracle Child)‏.
في يناير 2019، عُينت كمُنسقة لحملة الشباب الخاصة بالمُرشح أتيكو أبوبكار في الانتخابات الرئاسية النيجيرية لسنة 2019. في فبراير 2020، أطلقت ريجينا مجلة سُميت باسمها في فُندق بالعاصمة النيجيرية أبوجا.

## حياتها الشخصية
في 1 أبريل 2019، نشر موقع (بالإنجليزية: e-Nigeria!)‏ الإخباري منشورا يُفيد بأن نيد نوكو كان الراعي المالي لريجينا دانيلز. انتشر المنشور على نطاق واسع واستُشهد به العديد من المواقع الإخبارية في نيجيريا. انتشرت لاحقا أخبار بقُرب زواج ريجينا دانيلز من السياسي والمُحامي نيد نوكو، بحيث تكون زوجته السادسة. في 27 أبريل 2019، حصل نيد نووكو على دكتوراه فخرية من الجامعة الاتحادية للموارد البترولية.
تعرضت ريجينا دانيلز لانتقادات واسعة على زواجها من نيد نوكو، وهو الملياردير البالغ من العمر 59 عامًا. في 29 يونيو 2020، رُزق الزوجان بمولود ذكر.

## روابط خارجية
ريجينا دانيالز على موقع IMDb (الإنجليزية)
- ريجينا دانيالز على موقع كينوبويسك (الروسية)